# Соттола, Эдуардо
Эдуа́рдо Энри́ке Сотто́ла (исп. Eduardo Enrique Zóttola; 25 января 1945 — 6 мая 2025) — аргентинский футболист, играл на позиции защитника.

## Биография

### Игровая карьера
Начинал карьеру в клубе «Атлетико Тукуман», за который играл в течение двух сезонов. В 1967 году Соттола перешёл в «Велес Сарсфилд», в составе которого в 1968 году выиграл чемпионский титул. В том сезоне он сыграл все 17 матчей в том сезоне, став одним из четверых игроков команды с эти показателем. Всего за шесть сезонов в составе «Велеса» Соттола сыграл 138 матчей и был одним из ключевых игроков клуба.
В 1973 году перешёл в «Ньюэллс Олд Бойз», за который отыграл один сезон и в 1974 году перешёл в «Атлетико Тукуман». Завершил карьеру в «Бельграно».

### Смерть
Скончался 6 мая 2025 года в возрасте 80 лет.

## Достижения
«Велес Сарсфилд»
- Чемпион Аргентины (1): Насьональ 1968